# バスラ・スポーツシティ
バスラ・スポーツシティ（アラビア語: مدينة البصرة الرياضية、英語: Basra Sports City）はイラク南部の都市バスラにある複合スポーツ競技施設（スポーツコンプレックス）である。 

## 概要
バスラ・スポーツシティの建設は2009年7月15日に開始され、2013年10月12日に使用が開始された。このスタジアムはイラク政府が5.5億USドルを融資して建設したスタジアムであり、収容人数が一番大きいスタジアムであるバスラ国際スタジアムは収容人数65000人、2番目に大きいスタジアムの収容人数は20000人となっているほか、4つの5つ星ホテルやスポーツ関連施設が完備されている。
バスラ・スポーツシティの建設はイラクの建設業者アブドゥッラー・アル・ジャブリー（Abdullah Al-Jaburi）とアメリカ合衆国の2つの企業、360 architectureとNewport Globalが担当することとなった。バスラ・スポーツシティは中東有数の規模のスポーツコンプレックスとすることを意図して建設された。
バスラ国際スタジアムは収容人数65000人、20のスイート、230のVIP席を擁する多層構造のスタジアムである。 バスラ・スポーツシティにはVIPラウンジやレストラン、観戦施設、205のVIP専用駐車場、メインスタジアムと他のスタジアムを繋ぐ連絡用通路が整備されている。

## ギャラリー

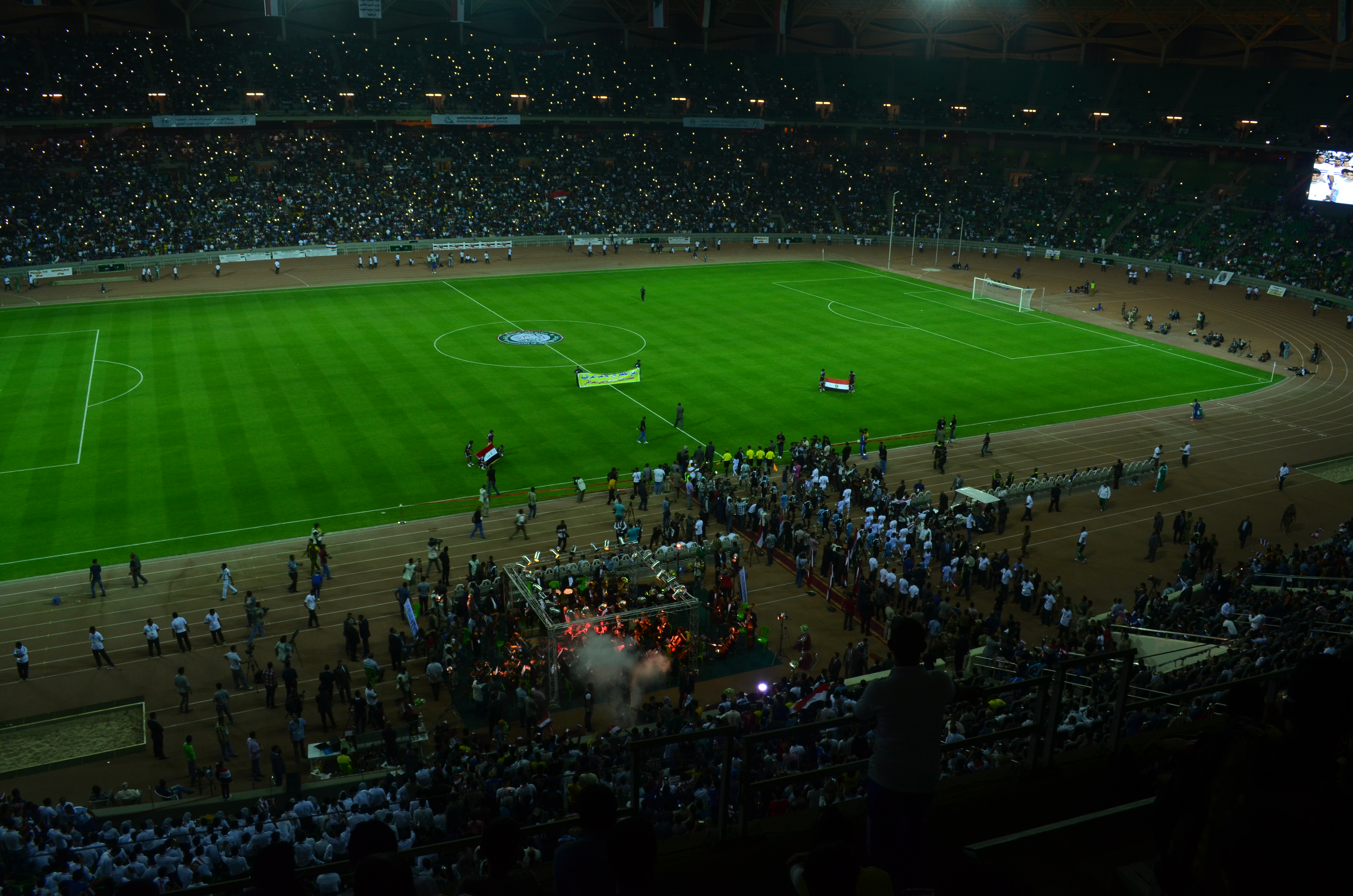
こけら落としとなったアル・ザマーレク対アル・ザウラーの試合前の様子
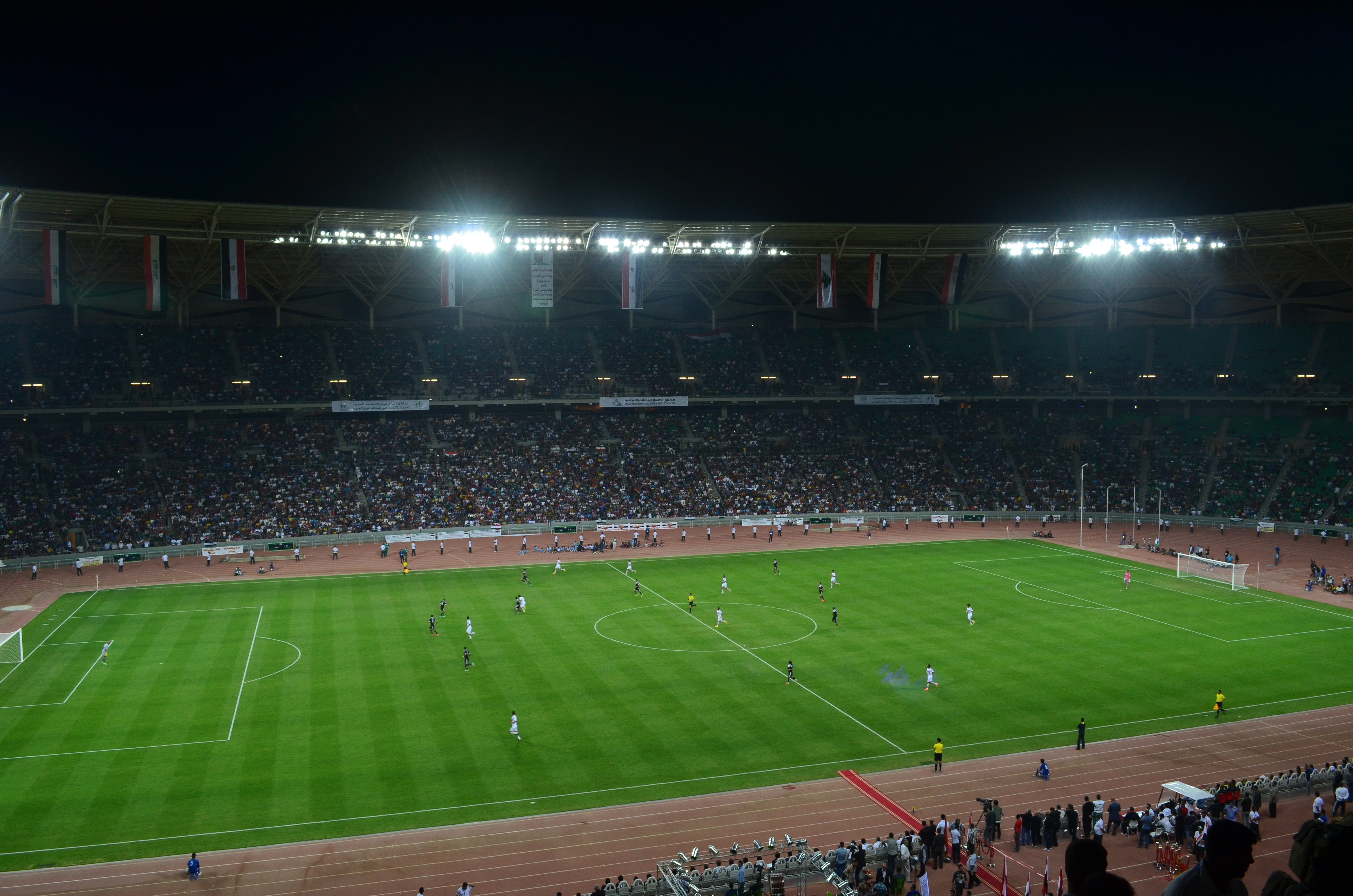
こけら落としとなったアル・ザマーレク対アル・ザウラーの試合

## 参考資料
- “50 companies compete to design sports city in Basra”. Aswat Al Iraq. (2008年9月19日) 2014年5月1日閲覧。
- Alhakim, Amer (2009年2月13日). “Basra governor says U.S. firm to build half billion dollar sports city - federal officials say otherwise”. AIPS Media 2014年5月1日閲覧。
- AFP (2009年7月4日). “Iraq to build 'Sport City'”. The Strait Times (Singapore Press Holdings Ltd) 2014年5月1日閲覧。
- Press Association (2009年8月21日). “Kansas City firm to build "sports city" in Iraq”. NTV 2014年5月1日閲覧。
- Ross, Andrew S. (2009年11月12日). “S.F. firm to help design Basra soccer stadium”. San Francisco Chronicle:  p. D - 1 2014年5月1日閲覧。

1. ↑  “Basra International Stadium - Basra”. Stadiums World (2023年6月10日). 2023年11月16日閲覧。
2. ↑  Basrah International Stadium. gpsmartstadium.com.